# Mistrzostwa Panamerykańskie w Judo 2003
28. Mistrzostwa panamerykańskie w judo odbywały się w dniach 5-6 czerwca 2003 roku w brazylijskim mieście Salvador. W tabeli medalowej tryumfowali judocy z Brazylii.

## Klasyfikacja medalowa
Gospodarz zawodów został zaznaczony kolorem.
| Miejsce | Państwo           |    |    |    | Razem |
| ------- | ----------------- | -- | -- | -- | ----- |
| 1       | Brazylia          | 7  | 3  | 5  | 15    |
| 2       | Kanada            | 2  | 4  | 5  | 11    |
| 3       | Dominikana        | 2  | 1  | 2  | 5     |
| 4       | Stany Zjednoczone | 1  | 4  | 2  | 7     |
| 5       | Portoryko         | 1  | 1  | 0  | 2     |
| 6       | Argentyna         | 1  | 0  | 4  | 5     |
| 7       | Meksyk            | 1  | 0  | 1  | 2     |
| 8       | Kolumbia          | 1  | 0  | 0  | 0     |
| 9       | Wenezuela         | 0  | 2  | 5  | 7     |
| 10      | Ekwador           | 0  | 0  | 3  | 3     |
| 11      | Chile             | 0  | 0  | 1  | 1     |
| .       | Gwatemala         | 0  | 0  | 1  | 1     |
| Razem   | Razem             | 16 | 15 | 29 | 60    |

## Medaliści

### Mężczyźni
| Konkurencja: | Złoto:             | Srebro:         | Brąz:                              |
| −55 kg       | Adriano Yamamoto   | Javier Guédez   | Emiliano Cassineri Erwin Guzmán    |
| −60 kg       | Modesto Lara       | João Derly      | Juan Barahona Daniel Simard        |
| −66 kg       | Henrique Guimarães | Juan Jacinto    | Jorge Lencina Ludwing Ortiz        |
| −73 kg       | Chuck Jefferson    | Luiz Camilo     | Jean-François Marceau Richard León |
| −81 kg       | Flávio Canto       | Aaron Cohen     | Ariel Sganga José Miguel Boissard  |
| −90 kg       | Carlos Honorato    | Keith Morgan    | José Vicbart Geraldino Brian Olson |
| −100 kg      | Mário Sabino       | Ramón Ayala     | Steven Edmonds Arturo Martínez     |
| ponad 100 kg | Daniel Hernandes   | Trevor McAlpine | Martin Boonzaayer                  |

### Kobiety
| Konkurencja: | Złoto:                | Srebro:             | Brąz:                         |
| −44 kg       | Yarelis Suero         | ----                | ----                          |
| −48 kg       | Lisseth Orozco        | Sayaka Matsumoto    | Taciana Cesar Analy Rodríguez |
| −52 kg       | Aminata Sall          | Charlee Minkin      | Flor Velázquez Fabiane Hukuda |
| −57 kg       | Jessica García        | Michelle Buckingham | Tânia Ferreira Osdalis Rengel |
| −63 kg       | Daniela Krukower      | Grace Jividen       | Isabelle Pearson Vânia Ishii  |
| −70 kg       | Marie-Hélène Chisholm | Cristina Sebastião  | Elizabeth Copes Diana Chalá   |
| −78 kg       | Edinanci da Silva     | Keivi Pinto         | Amy Cotton Claudia Rivera     |
| ponad 78 kg  | Vanessa Zambotti      | Olia Berger         | Carmen Chalá Priscila Marques |